# Dolisqana
Dolisqana (georgisch დოლისყანა), auch Doliskana, Dolishana, Dolishane, türkisch Dolişhane, ist ein aus dem 10. Jahrhundert stammendes ehemaliges Kloster des mittelalterlichen georgischen Königreichs Tao-Klardschetien in der heutigen nordosttürkischen Provinz Artvin. Im Dorf Hamamlıköy blieb die Ruine einer bis in die 1990er Jahre als Moschee genutzten Kreuzkuppelkirche erhalten.

## Lage
Die vom Schwarzen Meer im Tal des Çoruh ins Landesinnere führende Schnellstraße 10 biegt etwa zehn Kilometer hinter Artvin nach Nordosten ab und folgt bis Şavşat in einer zunehmend enger und steiler werdenden Schlucht dem Berta Suyu (georgisch Imerchewi), einem Nebenfluss des Çoruh. Der Fahrweg zur Kirche beginnt etwa sieben Kilometer nach der Abzweigung und drei Kilometer bevor die Straße über eine Brücke des Ardanuç Çay (georgisch Artanudschistskali), der hier in den Berta Suyu mündet, führt. An dieser Brücke zweigt eine Nebenstraße ins gleichnamige Tal ab, vorbei an der Kleinstadt Ardanuç zur Kirchenruine des georgischen Klosters Yeni Rabat.
Seit den 1970er Jahren ist Hamamlıköy auf einem drei Kilometer langen, steil nach oben führenden Fahrweg erreichbar, der heute bis auf das letzte Stück asphaltiert ist. Die wenigen Häuser des Dorfes liegen verstreut am Hang der Imerchewi-Berge (türkisch Imerhevi Deresi) hoch über dem Tal des Berta Suyu. Sie sind in der ansonsten kargen Felslandschaft von Hausgärten und Bäumen umgeben. Gegenüber der Kirchenruine an der östlichen Straßenseite steht eine neue Moschee mit einem Brunnen davor. Die Imerchewi-Berge stellen den Südabfall des Karçal-Gebirges (Karçal Dağları) dar, dessen höchster Gipfel knapp 20 Kilometer nördlich eine Höhe von 3415 Metern erreicht.
Alle ehemaligen georgischen Kirchen in diesem Tal liegen an der rechten, nördlichen Seite des Flusses. Ungefähr 20 Kilometer weiter Richtung Şavşat sind nach einem ebenfalls steilen Weg in einem Seitental zunächst Opiza und einige Kilometer weiter in einem anderen Taleinschnitt Chandsta (Porta) zu erreichen. Die Kathedrale von Tbeti kurz vor Şavşat beendet die Reihe.

## Geschichte

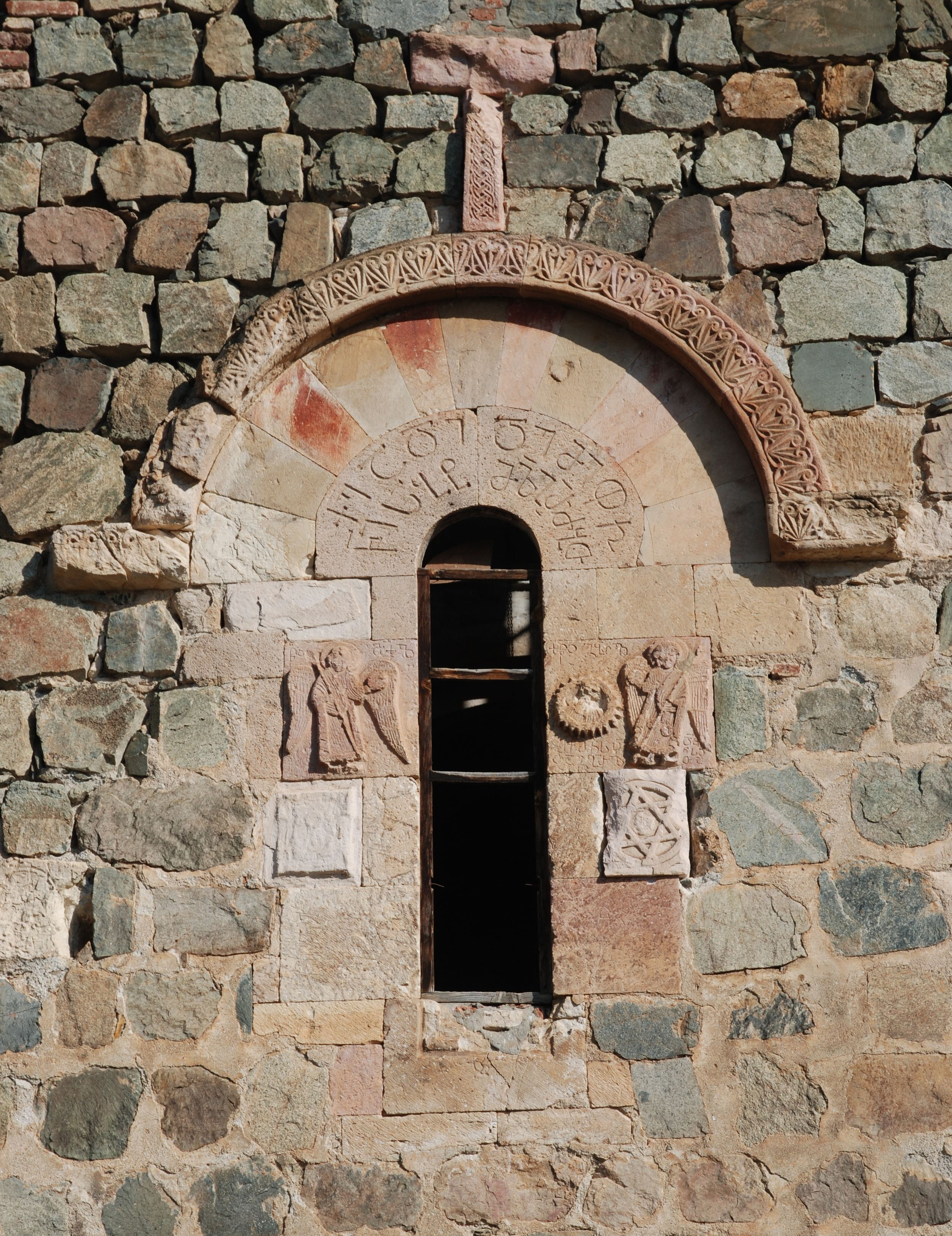
Von König Sumbat I. beauftragte Ausgestaltung des südlichen Kreuzarms. Meisterhaft ausgeführter Blendbogen mit Palmetten eines anonymen Bildhauers. Reliefs der Erzengel Michael (links) und Gabriel (rechts) in geringerer Qualität von einem anderen Bildhauer, vermutlich von Diakon Gabriel, der sein Porträt innerhalb des Kranzes verewigte

In der kleinasiatischen wie in der georgischen Kirchenarchitektur entwickelte sich seit dem 4. Jahrhundert der Zentralbau parallel zur Basilika. Nach dem Vorbild traditioneller Wohngebäude (darbasi) entstanden besonders in Georgien ab Mitte des 6. Jahrhunderts Zentralbauten, die später eine monumentale Größe erreichten. Deren Grundriss in Form eines griechischen Kreuzes bildete – auch in seiner symbolischen Bedeutung – die Grundlage des georgischen Kirchenbaus. Über dem zentralen Kirchenraum wird die Kuppel von einem durchfensterten Tambour erhöht und das Westschiff durch Kombination mit dem Grundriss eines Langhauses verlängert. Die Vorläufer dieser Bauform aus dem 6. Jahrhundert, wie sie in Georgien erhalten sind, wirken noch gedrungen. Deren breiter Baukörper wurde bei den Kirchen des 10. Jahrhunderts massiv erhöht.
Ab Ende des 8. Jahrhunderts gelang es unter der Dynastie der Bagratiden, die georgischen Fürstentümer zu einigen. Im 9. und 10. Jahrhundert wurden in Tao-Klardschetien besonders viele Kirchen und Klöster errichtet, weil dieses Gebiet außerhalb der arabischen Einflusssphäre geblieben war. Ende des 10. Jahrhunderts wurde Tao-Klardschetien mit drei weiteren Fürstentümern zum Königreich Georgien vereint. In diese Zeit fallen die Klostergründungen entlang des Imerchewi.
Der am Beginn der georgischen Geschichtsschreibung stehende Sumbat Dawitisdse berichtete Mitte des 11. Jahrhunderts in seinem Werk „Das Leben Kartlis“, mit dem er sich zum Chronisten der Bagratidendynastie machte, das Heer des Königs Aschot I. (reg. um 813 – 826/830) sei im Januar 826 bei Dolisqana gestanden, als ihn seine (arabischen) Feinde arglistig getötet hätten. Die Darstellung ist zweifelhaft, Aschot dürfte erst 830 andernorts gestorben sein.
Das früheste Dokument, in dem Dolisqana erwähnt wird, ist die Hagiographie des Mönchs Giorgi Mertschule aus dem Kloster Chandsta im Jahr 951 über den bedeutenden Klostergründer Grigol Chandsteli (759–861). Viele Klostergründungen im südlichen Georgien ab dem 9. Jahrhundert und die Organisation der Klöster gehen auf Chandsteli und seine Schüler zurück. Ihnen ist zu verdanken, dass das Tal des Berta Suyu zum Zentrum des „Georgischen Sinai“ wurde. In „Das Leben von Grigol Chandsteli“ zählt Mertschule die von Chandsteli in den 830er und 840er Jahren gebauten Klöster auf und fügt hinzu, dass Dolisqana später zu einem Kloster wurde. Folglich existierte Dolisqana bereits vor 951.
Der arabische Historiker al-Masʿūdī (896–956) erwähnt als Gründer König Sumbat I. († 958). Für Sumbat, der ab 954 den Titel Kuropalates (König) trug, als Stifter des Klosters spricht eine zweizeilige Inschrift „Christus segne unseren König Sumbat“, die sich unterhalb eines Reliefporträts außen am Tambour befindet, welches den König mit einem Kirchenmodell in den Händen zeigt. Dies würde die Fertigstellung Mitte der 950er Jahre bedeuten.
Des Weiteren gibt es an der Außenfassade des südlichen Kreuzarms ein Porträt, das sich laut einer dortigen Inschrift einem gewissen Diakon Gabriel zuordnen lässt. Die Büste stellt vermutlich den Steinbildhauer dar, der für einen Teil des Reliefschmucks verantwortlich war. Dass Kirchenväter zugleich auch als Baumeister auftraten, ist in der frühen Geschichte des Kirchenbaus nicht ungewöhnlich. Eine ähnliche Doppelrolle spielte Gabriels Zeitgenosse Serapion von Sarsma, der sich tatkräftig am Wiederaufbau des Klosters Opiza beteiligte. Im Gebiet der syrischen Toten Städte wirkte der Priester Diodoros beim Bau der 418 datierten großen Kirche in Dar Qita mit. Viele zwischen 380 und 415 erbaute Kirchen in diesem Gebiet gehen auf den Architekten Markianos Kyris zurück, der selbst Priester war.

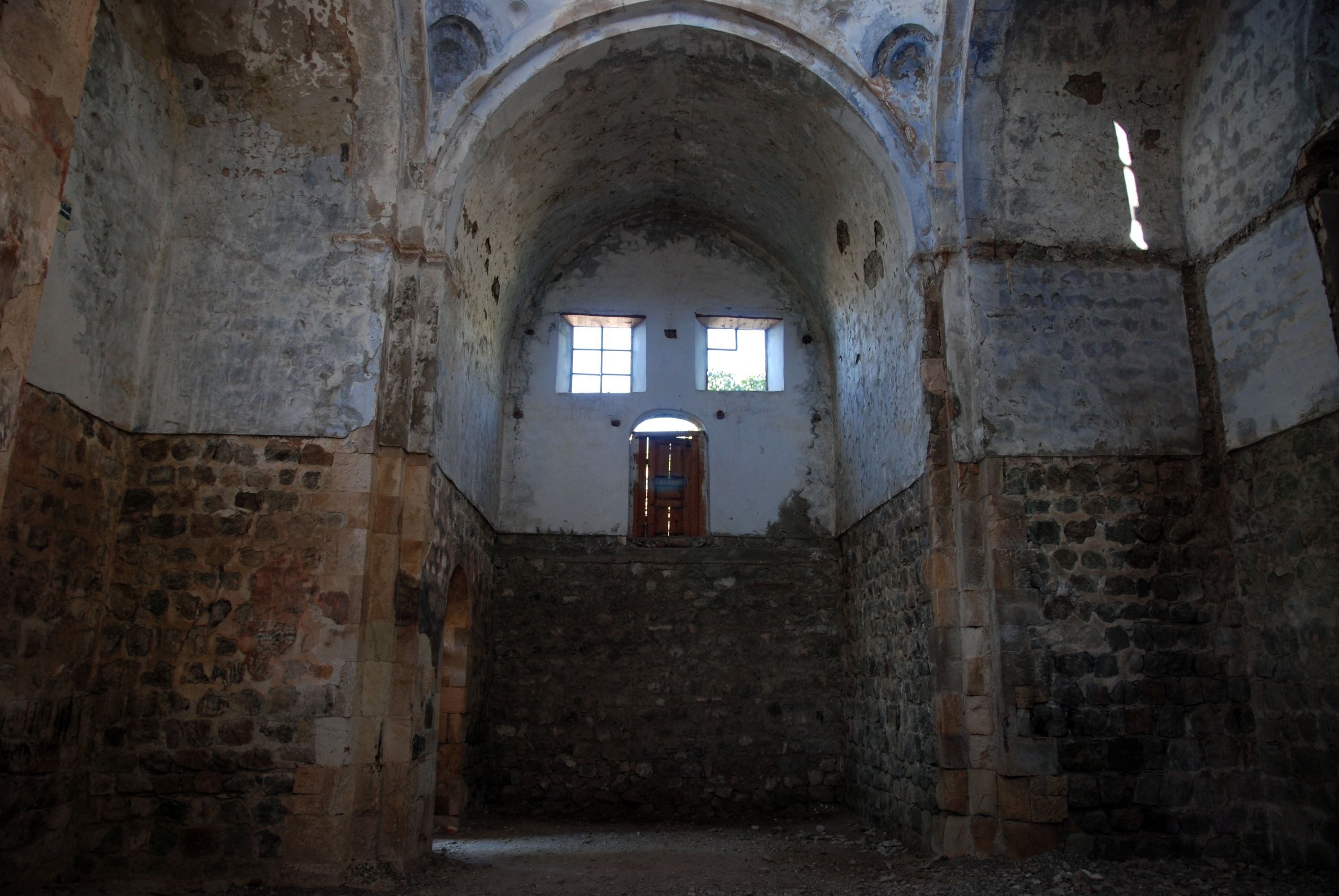
Westarm mit Eingang von der Südseite. Die Wände des oberen, als Moschee genutzten Teils über einem nun entfernten Zwischenboden wurden geweißt. Der untere Raum diente als Heulager.

Anhand von Stiluntersuchungen lässt sich der skulpturale Schmuck in zwei Stilgruppen unterscheiden, die auf das unabhängige Wirken zweier Baumeister hindeuten. Gemäß Mertschule wurde die Kirche einige Jahre vor 951 errichtet, König Sumbat ließ demnach sein Porträt in einer zweiten Bauphase verewigen, als die ökonomischen Bedingungen es ihm erlaubten, die bestehende Kirche auszuschmücken. Hierfür dürfte er den Diakon Gabriel und einen weiteren Steinmetzen beauftragt haben, dessen Name nicht überliefert ist. Die erste Bauphase fällt demnach in die Jahre kurz vor 945 und wurde von einem anonymen Baumeister geleitet.
Das Kloster bestand bis ins 14. Jahrhundert, ab Ende 16. Jahrhundert bis in die 1990er Jahre wurde ein Teil der Kirche als Moschee genutzt. Im 19. Jahrhundert waren bis auf die Kirche alle übrigen Gebäude des Klosters zerstört. 1958 wurde das Gebäude gemäß seiner damaligen Verwendung instand gesetzt. Hierbei baute man die beschädigte Südostecke wieder auf und erneuerte das Dach. Beschreibungen zu der Zeit, als die Moschee noch bestand, erwähnen einen oberen, durch eine Tür an der Nordwand zugänglichen Raum, der als Betsaal diente. Die Fresken in diesem oberen Teil der Kirche sind weiß übertüncht. Ein durch eine Zwischendecke abgeteilter unterer, von Süden zugänglicher Raum wurde als Heuschober verwendet. Heute  ist das Gebäude von allen Einbauten befreit und innen zugänglich.

## Architektur

Grundriss

Außenwände und Kuppel sind recht gut erhalten. Das Gebäude steht quer zum Hang und wirkt von außen gedrungen, weil durch Anschwemmungen bei Regenfällen die Nordwand heute etwa drei Meter ins Erdreich eingesunken ist. Nur am südlichen Kreuzarm erreicht die Kirche ihre ursprüngliche Höhe. Die Wände sind beidseitig mit rechteckigen, annähernd gleich großen Steinblöcken mit einer Länge von 35 und einer Höhe von 25 Zentimetern in horizontalen Lagen vermauert. Die Mörtelfugen sind ein bis drei Zentimeter breit. Fenster- und Türrahmen bestehen aus sauber gefügten und geglätteten Blöcken. Die ursprünglichen gewellten Tondachplatten sind abgegangen, sie wurden durch eine brüchige Lage Zementmörtel ersetzt.

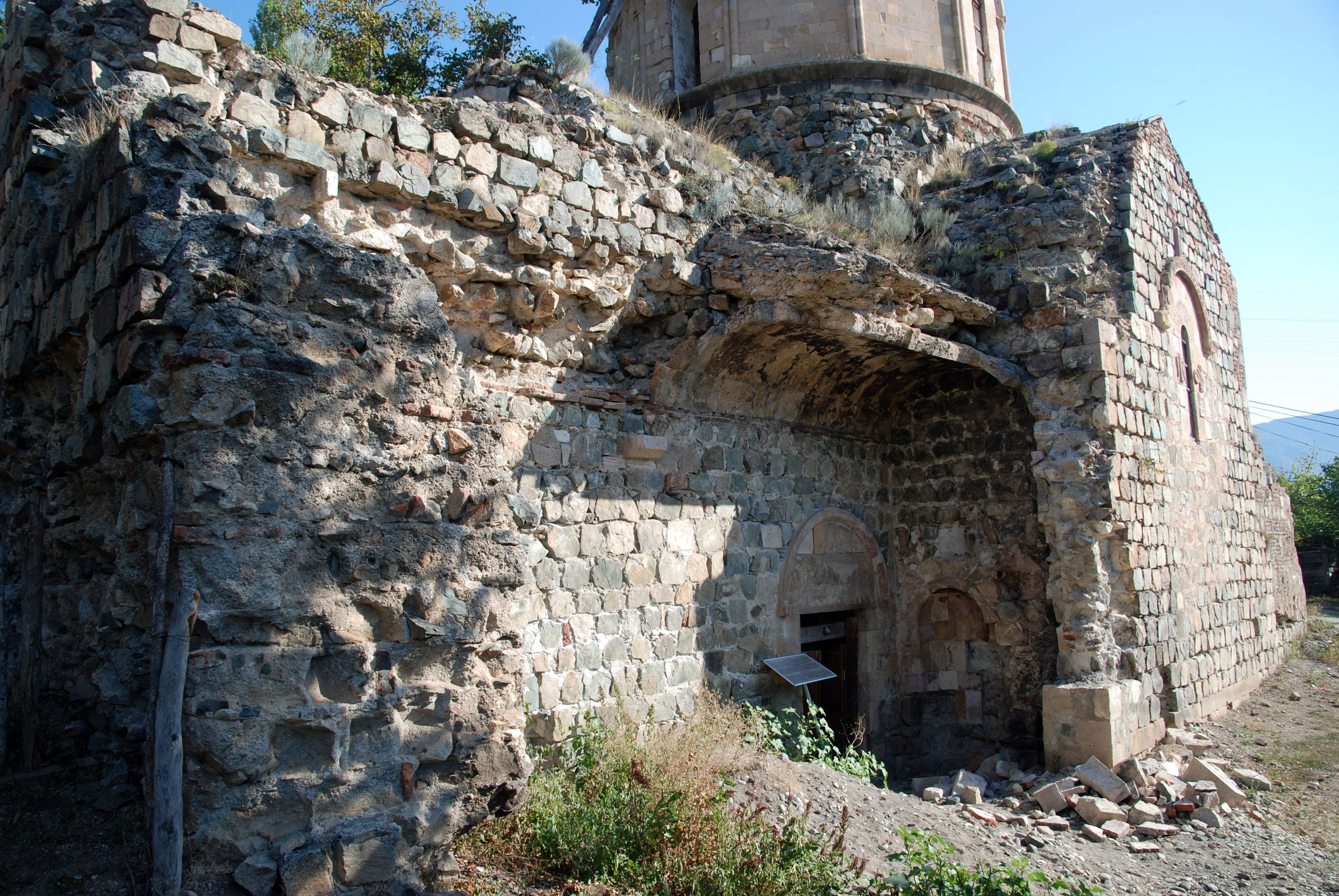
Südwestlicher Nebenraum mit einem Rest des ehemaligen Tonnengewölbes. Die Säulen des Portikus sind verschwunden.

Der Grundriss bildet außen ein Rechteck, in welches eine Kreuzform mit einem für das Kirchenschiff (Naos) verlängerten Westarm eingeschrieben ist. Die Innenmaße betragen 15,8 × 11,38 Meter. Den östlichen Kreuzarm füllt eine halbrunde Apsis mit einer Breite von 5,3 Metern und einer Tiefe von 3,5 Metern. Die Apsis wird von rechteckigen, 2,85 × 2,4 Meter großen Seitenräumen (Pastophorien) flankiert, die nicht mit ihr verbunden, sondern nur durch Türen in den Westwänden zugänglich sind. Der Westarm in der Breite der Apsis wurde auf 6,4 Meter verlängert. Ihm waren nördlich und südlich schmale Nebenräume mit Tonnengewölbe angefügt, deren südlicher heute weitgehend fehlt. Der südliche Nebenraum bestand möglicherweise aus einer offenen Galerie wie bei den Kuppelbasiliken der Klöster Haho und Öşk Vank. Die Vermutung gründet sich auf zwei architektonische Details: die an der östlichen Schmalseite eingetiefte halbrunde Nische und die Ausgestaltung des Tympanonbogens außen über der Tür zum Kirchenschiff. Beides ist typisch für seitlich angebaute Portiken. Der Zweck des 2,3 Meter breiten nordwestlichen Nebenraums ist nicht ganz klar. Eventuell diente er als Küche und, da im Boden vergrabene Tonfässer gesichtet wurden, als Weinkeller. Sein Tonnengewölbe ist aus Ziegeln gemauert.
Der Tambour ist außen zwölfeckig und wird von einem konischen Dach überragt, an dem sich noch einige der ursprünglichen Mönch-und-Nonnen-Ziegel befinden. 1,8 Meter weite, halbkreisförmige Blendarkaden, die von Doppelsäulen getragen werden, gliedern die Tambourseiten. Die Kapitelle werden durch oben gespaltene, unten rundgebogene Palmetten strukturiert, wie sie an der 644 bis 652 erbauten Kathedrale von Swartnoz in Armenien vorkommen. Solche Kapitelle sind auch an anderen armenischen Kirchen als Dekoration der Apsisbögen anzutreffen, an georgischen Kirchen hingegen selten. Nur die Seiten der vier Haupthimmelsrichtungen sind durchfenstert. Alle vier Fenster sind 2,27 Meter hoch, ihre Breiten variieren zwischen 0,63 und 0,74 Meter. Der Durchmesser des Tambour beträgt 5,42 Meter und ist damit identisch mit Opiza und wenig größer als Chandsta (5,22 Meter), in der Höhe misst er 6,15 Meter (zum Vergleich: Opiza 6,64 Meter und Chandsta 6,18 Meter).

## Bauplastik und Malerei

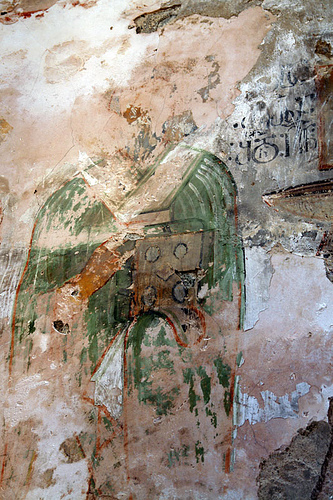
Fresko von vermutlich einem der Kirchenväter. Südseite der Apsis, unterer Bereich. Zustand von 2007. Ende 2012 waren weitere Teile abgeblättert

Dolisqana ist die früheste Kirche in Tao-Klardschetien, bei der farbige Mauersteine und skulpturaler Fassadenschmuck als Gestaltungselemente in den Vordergrund treten. So heben sich die gelblichen, geglätteten Steine der Fensterlaibung an der Ostseite vom Grau der übrigen Fassade deutlich ab, der Rundbogen ist zusätzlich durch rote und weiße Steine akzentuiert. Eine derartige Polychromie wurde in der 2. Hälfte des 10. Jahrhunderts zum Stilmittel an allen Kirchen der Region, sie fehlt dagegen in Armenien und Georgien.
Um dieselbe Zeit kam der omega-förmige Schmuckbogen, der breit über rechteckigen oder halbrunden Fenstern vorkragt, in Mode. Für Tao-Klardschetien charakteristisch ist dieser Bogen mit einem fortlaufend aneinandergereihten Palmettenmotiv an der Stirnseite. Ein solches Motivband kommt in der Dörtkilise genannten Klosterkirche auch als Malerei in der Apsis vor und ferner als Illustration in Manuskripten des 10. Jahrhunderts.
Das Porträt von König Sumbat I. mit Kirchenmodell und dessen Inschrift befand sich am südöstlichen Blendbogen des Tambours. Erhalten blieb lediglich der untere Teil in schlechtem Zustand. Rechts des Stifters hätte sich üblicherweise sein Adressat, Christus, befinden müssen. Vermutlich ist ein solches Relief verlorengegangen, sodass es durch einen flachen Stein ersetzt werden musste. Die dortige und alle anderen Inschriften sind in der frühen georgischen Rundschrift Mrglowani verfasst und stammen aus der späteren Bauphase des Königs Sumbat.
Am zentralen Fenster des südlichen Kreuzarms sind in streng frontaler Darstellung die beiden Erzengel Michael links (westlich) und Gabriel rechts mit Nimbus abgebildet. Sie sind durch Begleitinschriften identifizierbar. Beide tragen ein langes tunikaartiges Gewand und halten einen mannshohen Stab in der Hand. Soweit noch erkennbar stecken ihre Füße in hohen Stiefeln. Die Reliefs sind flach in ihrer Gestaltung und Wirkung, die Gewänder wurden durch parallele Streifen schematisch gefüllt, aber nicht plastisch modelliert. Neben dem Erzengel Gabriel ist ein kreisrunder Kranz zu sehen, in dessen Mitte sich das schlecht erhaltene Porträt des Diakons und Steinmetzen Gabriel befindet. Darunter prangt auf einem hellen Stein ein großer Davidstern, der als Hinweis auf die Verbindung König Sumbats zum biblischen König David gedeutet werden kann. Dieser Geschichtsmythos spielt im Selbstverständnis der Bagratidendynastie eine entscheidende Rolle.
Im Innern der Kirche ist der Wandputz im unteren Teil abgegangen; im oberen Bereich der früheren Moschee blieben noch einige weiß übertünchte Putzflächen erhalten, unter denen geringe Malereireste erkennbar sind. Die Apsis und vermutlich die Kuppel waren ausgemalt. Die Fragmente der in der untersten Zone der Apsis verbliebenen Kirchenväter und Apostel stammen vermutlich aus dem 13. Jahrhundert. 1967 war in der Apsis oben noch Christus erkennbar, vermutlich als Deësis-Gruppe zusammen mit der Jungfrau Maria und Johannes dem Täufer. In der Kuppel dürfte Christi Himmelfahrt dargestellt gewesen sein. Die Blendarkaden des Tambours waren wohl mit Propheten ausgefüllt.